# Wilfried Böse
Wilfried Böse (* Nacido en Bamberg, Alemania, el año 1949, † Muerto el 4 de julio de 1976 en Entebbe, Uganda) fue uno de los radicales de izquierda de Fráncfort del Meno, representante de la Editorial Estrella Roja (Verlag Roter Stern) y recaudador de fondos para las "Panteras Negras" de Argel. Fue el principal fundador del grupo terrorista "Células Revolucionarias" de Alemania.

## Inicios en la subversión
Böse creció en Bamberg, posteriormente estudió Sociología en Fráncfort del Meno, pero dejó sus estudios para hacerse cargo de las ventas de la Editorial "Estrella Roja".  En la Universidad se casó con Brigitte Kuhlmann, con quien se lanza a la clandestinidad para participar en la lucha armada de los setenta en Alemania. Fundaron junto a Johannes Weinrich el grupo denominado "Células Revolucionarias".  
Con miras a internacionalizar la lucha revolucionaria, son captados por el Frente Popular para la Liberación de Palestina (FPLP), directamente con la sección Maniobras Externas, bajo el mando de Wadi Haddad.  Ambos recibieron entrenamiento militar en Yemen del Sur.  En 1976, recibieron la instrucción de llevar a cabo el 27 de junio de 1976, el secuestro de un Airbus de Air France con 250 pasajeros, en ruta desde Tel Aviv, escalado en Atenas y destino final en París, el cual, una vez secuestrado, fue llevado a Entebbe, Uganda bajo la protección de Idi Amin. Esta operación fue llevada a cabo por Böse, Kuhlmann y dos miembros árabes del grupo terrorista palestino FPLP. La demanda fue la liberación de varios terroristas palestinos y alemanes que estaban presos en Israel y en otros países.
El 4 de julio de 1976, el Gobierno israelí ingresó clandestinamente cuatro aviones militares para rescatar a los 106 rehenes que mantenían Böse, Kuhlmann y sus cómplices del FPLP, desatando la llamada "Operación Entebbe". Durante la operación militar Böse fue abatido por un disparo, al igual que Brigitte Kuhlmann, los dos secuestradores palestinos, tres otros militantes del FPLP que se habían unido al comando en el aeropuerto y unos veinte soldados ugandeses. Las tropas israelíes liberaron a los rehenes y regresaron de inmediato a Israel. 
Su nombre fue reivindicado por la Fracción del Ejército Rojo, en el testamento final de disolución del 20 de abril de 1998, al momento de la disolución oficial de ese grupo.